# Galičica (planina)
Galičica je planina na granici Republike Makedonije i Albanije, između dva najveća makedonska jezera: Ohridskog i Prespanskog.

## Zemljopisne osobine
Planina Galičica je duga 35 kilometara, položena u pravcu sjever - jug. Na teritoriju Albanije spaja se s planinom Suva gora. Najviši vrhovi planine su; Magaro (2 254 m.), Lako Signop (1 984 m.) i Goga (1 737 m.), a s vrha Baba, mogu se istovremeno vidjeti obadva jezera. Galičica je krška planina, i zbog poroznosti svog terena, siromašna vodama. Ali zbog toga i vode iz Prespanskog jezera, daju vode Ohridskom jezeru, 50% izvora kod Sv. Nauma dobiva vodu ponornicama iz Prespanskog jezera.
- Na makedonskom dijelu planine smješten Nacionalni park Galičica

## Galerija
- Pogled s Galičice protiv južnom dijelu Ohridskog jezera
- Galičica u proljeće
- Cestni prolaz kroz Galičico
- Pogled s Galičice na sjeverni dio Ohridskog jezera
- Pogled s Galičice na grad Ohrid
- Planina u unutrašnjosti
- Galičica ljeti
- Pogled s Galičice protiv južnom dijelu Ohridskog jezera
- Najviši vrh planine, Magaro (2255 m)
- Pogled s Galičice na selo Trpejca
- Pogled s Galičice na istočno obalu Ohridskog jezera

## Vanjske poveznice
- Portal sela Elšani, baze za uspon na Galičicu ( na engleskom)